# 伯纳格
伯纳格（法語：Benagues，法語發音：[bənaɡ]）是法国阿列日省的一个市镇，位于该省中北部，属于帕米耶区。

## 地理
伯纳格（43°4'38"N, 1°36'38"E）面积3.01 平方千米，位于法国奧克西塔尼大區阿列日省，该省份为法国西南部内陆省份，西部和北部与上加龙省接壤，东临奥德省，东南至东比利牛斯省接壤，南与安道尔和西班牙接壤。
与伯纳格接壤的市镇（或旧市镇、城区）包括：帕米耶、里约德佩勒波尔、圣博泽伊、圣让迪法尔加、瓦里耶。

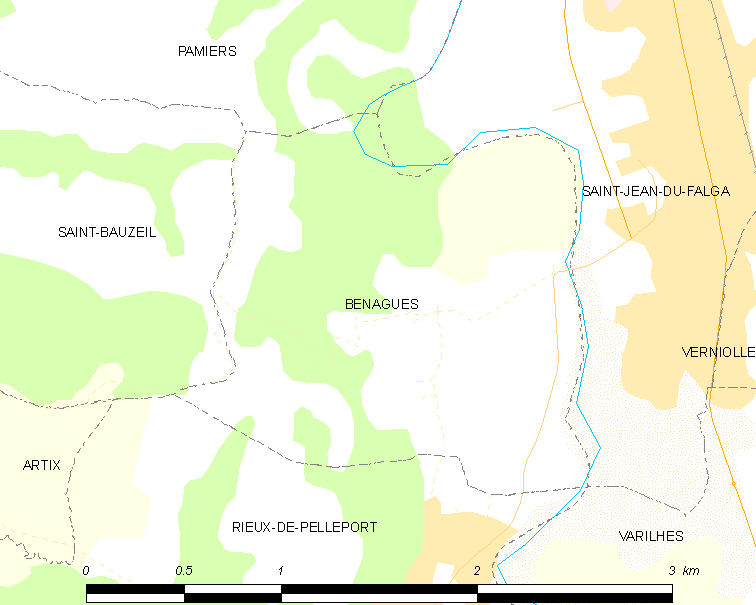
伯纳格的OSM定位图

伯纳格的时区为UTC+01:00、UTC+02:00（夏令时）。

## 行政
伯纳格的邮政编码为09100，INSEE市镇编码为09050。

## 政治
伯纳格所属的省级选区为帕米耶第一县。

## 人口

1962-2008年间伯纳格人口变化图示

伯纳格于2022年1月1日时的人口数量为502人。